# Ulica Lwowska w Lublinie
Ulica Lwowska w Lublinie – arteria komunikacyjna w centralnej części Lublina o długości 900 m. Łączy ronda Piotra Mohyły i Leona Berbeckiego. W całości przebiega przez teren Kalinowszczyzny. Nazwa ulicy bierze się od Lwowa lub od dawnej nazwy Kalinowszczyzny - Przedmieścia Lwowskiego.

## Otoczenie ulicy
Przy ulicy położone są głównie bloki mieszkalne wybudowane w latach 70. i 80. XX wieku, ale także supermarkety, Gimnazjum nr 2 im. Komisji Edukacji Narodowej i niewielkie boisko piłkarskie. Przy zbiegu ulic Lwowskiej i Alei Władysława Andersa znajduje się osiedle Perła Kaliny.
W przeszłości nad ulicą Lwowską przebiegała kładka dla pieszych, która została rozebrana w 2004 roku.